# 普賴斯鎮區 (北卡羅萊納州羅京安縣)
普賴斯鎮區（英語：Price Township）是位於美國北卡羅萊納州羅京安縣的一個鎮區。

## 地方資料
普賴斯鎮區的面積為64.74平方千米，皆為陸地。根據2020年美國人口普查的數據，當地共有人口1516人，而人口密度為每平方千米23.42人。